# Antonín Šatra
Antonín Šatra (21. února 1901 Žižkov  – 28. prosince 1979 Praha) byl český hudební skladatel.

## Život
Narodil se na Žižkově v rodině zámečníka Josefa Šatry a jeho ženy Anny rodem Neradové z Lojovic. Studoval na Pražské konzervatoři skladbu u Karla Boleslava Jiráka a Jaroslava Křičky a mistrovskou školu u Josefa Bohuslava Foerstera. Do roku 1937 soukromě vyučoval hudbu a poté se stal zaměstnancem Československého rozhlasu. Nejprve jako archivář a po roce 1951 jako hudební režizér.

## Dílo

### Komorní skladby
- 1. smyčcový kvartet (1931)
- 2. smyčcový kvartet „Hudba o člověku“ (1933)
- Sonáta pro housle a klavír (1934)

### Orchestrální skladby
- 1. symfonie (1930)
- 2. symfonie (1941)
- Díkůvzdání (1946)
- Veseloherní předehra (1949)
- Tance (1954)
- Koncert pro klavír a orchestr (1955)
- 3. symfonie (1959)
- 4. symfonie (1960)

### Vokální skladby
- Lyrické písně pro vyšší hlas a klavír (1925)
- Tři písně na slova Jiřího Wolkera a Josefa Václava Sládka (1931)
- Zpěvy poutníků pro vyšší hlas a orchestr (1931
- Červánky pro baryton a orchestr (slova Jiří Wolker, 1936)
- Žena. Hudební drama pro alt a orchestr (slova Maurice Maeterlinck, 1939)
- Písničky a balady pro tenor a orchestr (slova František Gellner, 1947)
- Bachčisaraj pro střední hlas a klavír (slova Adam Mickiewicz, 1948)
- Hory a člověk pro tenor a orchestr (1955)
- Kantáta o smrtce na slova lidové poesie (1947)